# Hanako-san
Hanako-san lub Toire no Hanako-san (jap. トイレのはなこさん), tłum. Hanako z toalety – japońska miejska legenda o duchu młodej dziewczyny, nawiedzającym szkolną łazienkę. Hanako rzekomo pojawia się, gdy ktoś wypowie jej imię. Jej pochodzenie różni się w różnych źródłach. Niektórzy twierdzą, że jest duchem dziewczynki zabitej podczas II wojny światowej, a jeszcze inni, że została zamordowana przez psychotycznego rodzica lub nieznajomego.

## Legenda
Według legendy osoba, która pójdzie do trzeciej kabiny w dziewczęcej ubikacji na trzecim piętrze i trzy razy zada pytanie, "czy jesteś tam, Hanako-san", usłyszy odpowiedź: "Jestem tutaj." Jeśli zdecyduje wejść do kabiny, znajdzie małą dziewczynkę w czerwonej spódnicy.
Hanako-san jest popularną i szeroko rozpowszechnioną miejską legendą, podobna do legendy miejskiej Krwawa Mary w zachodnich szkołach.

## Fikcja

### Manga
- Hanako-san jest jedną z głównych bohaterek mangi pt. Hanako to gūwa no terā, autorstwa Sakae Esuno
- Hanako-san jest jednym z siedmiu duchów szkoły, które są w centrum mangi Haunted Junction autorstwa Nemu Mukudori. Jest ona uwodzicielskim duchem w japońskim mundurku szkolnym. Manga Haunted Junction została zekranizowana jako 12 odcinkowe anime.
- Toire no Hanako-san jest jedną ze śmiercionośnych gier, w które grają uczniowie szkół średnich Kami-sama no Iutōri II.
- Hanako-kun, męski odpowiednik Hanako-san, jest głównym bohaterem mangi Jibaku shōnen Hanako-kun[3].

### Powieść wizualna
- Higanbana no saku yoru ni jest historią podobną do niniejszej legendy.

### Anime
- W piątym odcinku Rin-ne, Hanako-san jest szkolnym duchem, który pragnie zemsty na egzorcyście Tsubasa Jūmonji za zniszczenie jej wizerunku pięć lat temu.

### Literatura
- Na Hanako-san wzorowana jest postać Jęczącej Marty z cyklu powieści Harry Potter.